# Johanna Åkerberg
Johanna Lovisa Åkerberg, ursprungligen Elg, född 3 december 1824 i Dillnäs socken i Södermanland, död  18 december 1872 på Stockholms norra straffängelses sjukhus, var en svensk brottsling dömd för flera fall av bedrägerier och svindleri. Hennes fall tillhörde dåtidens mest kända och var föremål för en populär biografi.

## Biografi
Johanna Åkerberg föddes utanför Mariefred i Södermanland. Hennes far var korpral i Södermanlands regemente och hette Elg. Hon flyttade vid 14 års ålder till Södertälje, där hon arbetade som piga och antog då moderns namn Åkerberg.
År 1844 fick hon anställning som kammarjungfru hos generaltulldirektören friherre Carl Henrik Gyllenhaal i Stockholm. Hon lärde känna en rik grosshandlare, som en tid försörjde henne sedan hon avskedats efter att han gjort henne gravid. Under denna tid vande hon sig vid en luxuös livsstil. Sedan det barn hon fött dött, började hon ägna sig åt bedrägerier för att kunna upprätthålla sin standard. Under en tid bodde hon hos sin mor strax utanför staden och bakade bröd på mjöl som hon köpt på kredit.
Omkring år 1851 presenterades hon av en hovfunktionär, "Greve W", som agerade hallick för en "Hög Herre" på slottet. Denne greve presenterade henne för denne Höge Herre, som hon sedan försörjdes av och fick en dotter med. Dottern avled dock vid två års ålder 1853, och därefter upphörde det underhåll mannen gav henne. Hon lyckades dock med hjälp av en viss "Rådman B" få mannen att ge henne 10 000 riksdaler banco. 

### Brott
Johanna Åkerberg hade sedan ett förhållande med en hantverkare, med vilken hon fick ett barn och investerade i hans rörelse. Den Höge Herren uppmanade dem förgäves att gifta sig. De bodde tillsammans ett tag, men när de flyttade isär, fick hon en revers från hantverkaren på sin investering. Hon belånade sedan reversen, och lånegivaren stämde sedan hantverkaren på summan. Innan stämningen skulle gå i verkställan, övertalade hon lånegivaren att istället ta emot grundkapitalet från henne och avstå från räntan, då hon lånat en summa motsvarande grundkapitalet 1500 riksdaler från en snickare. Hon lånade också 300 riksdaler av en tjänsteman S. på Gaslysningsbolaget, sedan hon haft honom som gäst i sin eleganta våning, som övertygade honom om att hon var förmögen. Mot sin revers på 10.000 riksdaler banco skaffade hon sig kredit hos hantverkare, köpmän och procentare och fick ett lån på 2000 från en Löjtnant R., som hon sedan använde för att låna pengar från guldsmeden Lennholm. När hon försökte belåna sin revers på 10.000 till Herr W., överlämnade denne reversen till hovmarskalk N.N., som rev sönder den och gav henne en pension på 500 istället. 
Sedan hon inte längre kunde belåna pengar hos Stockholms procentare, ägnade hon sig därefter huvudsakligen åt "ficklåneaffärer". Hon gjorde sig på ett omärkligt sätt bekant hos män ur överklassen genom att tilltala dem som om de redan var bekanta och hälsa från en annan person de båda antogs känna, och gjorde detta på ett så smidigt sätt att den tilltalade utgick ifrån att hon var en dam han hade mött i sällskapslivet men glömt namnet på. Hennes uppträdande och utseende ska ha underlättat för henne att lyckas med detta: 
"Hon var icke alenast elegant klädd, utan hade äfven ett aktningsvärdt utseende. Hon är af medelmåttig längd, snarare mörk än ljus, ser något äldre ut än hon verkligen är, talar mycket redigt och städat, har ett smalt och finbildath ansigte såsom vanligt med qvinnorna från Södermanland, fina händer, alltid klädd i fina handskar, och har i allo sådant yttre skick, som kan förleda en obekant att tro henne tillhöra embetsmannaklassens fruntimmer."
Johanna Åkerberg bad sedan om ett lån på ett lättsamt sätt, så som att hon behövde avsluta en affär men inte kunde komma åt sina egna pengar just nu eller hade tappat sin portmonnä, och bad om lån för bekvämlighets skull, och mannen kunde då bevilja ett lån i tron att han var bekant med hennes familj i sällskapslivet, något som underlättades av denna tidsperiods artighetsregler. Hon kunde då skriva ut en revers genom att försäkra att hon var myndigförklarad, men då hon sedan skulle betala tillbaka meddelade hon att hon i själva verket inte var myndig och därför inte kunde ingå affärsförbindelser (under denna tid var alla kvinnor utom änkor omyndiga, såvida de inte hade blivit myndigförklarade). Ibland tilltalade hon istället anställda hos män hon påstod sig vara bekant med. Bland de många personer hon lurade eller försökte på detta sätt fanns "huvudredaktör magister L", redaktör på en stor tidningsbyrå; Ladugårdslandsteaterns direktör (Carl Gustaf Hessler), en likkistfabrikör, grosshandlare G., och Professor M. Hennes påstådda affärer kunde gälla egendomar hon sade sig vara spekulant på eller skolor hon övervägde att placera sina söner på, och hon uppgav ofta falskt namn.

### Arrest
Åkerberg greps slutligen år 1861 på anmälan av Fredrik Wahlfelt, kapten vid andra livgardesregementet. Wahlfelt anmälde henne till polisen sedan hon hade lånat 100 riksdaler av honom under det falska namnet änkefru Öbom. Samtidigt hade en vaktmästare Johansson begärt av exekutionsbetjänt Rådström att beslagta hennes möbler, som han hade köpebrev på. Hon lät sätta in en annons där hon efterlyste sig själv som arvtagare till en förmögenhet och sedan svarade på annonsen, och lyckades få Johansson att avstå från att beslagta möblerna. Av Rådström fick överkonstapel Lindström veta var Åkerberg bodde. Hon greps kort därpå. När hon förhördes uppgav hon att hon varit tvungen att uppge falskt namn på reversen, eftersom polismästare Jacob Adolf Wallenberg hade varnat henne för att underteckna reverser fast hon var omyndig, och att hon därför tvingades använda ett annat namn: 
"Jo för polismästare Wallenberg sade åt mig, när jag sist var uppkallad, att om jag en gång till skrefve mitt eget namn under en revers, fastän jag är omyndig, skulle han låta häkta mig; därföre måste jag ju skrifva ett annans". Hon försökte övertala polismästaren att inte anhålla henne eftersom det kunde ställa till skandal för "en viss Person", uppgav att hon snart skulle få hjälp att betala sina fordringsägare. När hennes mor och syster besökte henne i fängelset och berättade att Johansson hade beslagtagit möblemanget uppmanade hon modern att genast besöka slottet, vilket modern dock avråddes från.
Johanna Åkerberg dömdes för stöld och flera fall av bedrägeri genom skuldebrev till fängelse. Hon avled på Norra Korrektionsinrättningen i Stockholm.

## Eftermäle
Johanna Åkerbergs levnadsöde beskrivs i Johanna Lovisa Åkerbergs lefnad och äfventyr (1861), som utkom i många upplagor, och var på den tiden mycket uppmärksammad i det samtida Stockholm. Den framhävdes på den tiden som ett sedelärande moraliskt exempel för hur det kunde gå för unga kvinnor som lät sig frestas av lyx in i kriminalitet, och Åkerberg framhävdes som en samvetslös kvinna besatt av lyx och ovilja att försörja sig hederligt. 